# La Familia
La Familia foi um stable de wrestling profissional da WWE, em suas brands SmackDown e ECW.

## Membros
- Edge - SmackDown
- Vickie Guerrero - SmackDown
- Curt Hawkins - SmackDown
- Zack Ryder - SmackDown
- Chavo Guerrero - ECW
- Bam Neely - ECW

## Carreira
Pode-se dizer que esse stable existe para confrontar com Undertaker. Começou com o romance (kayfabe) entre Edge e Vickie Guerrero, que logo se juntaram a Curt Hawkins e Zack Ryder, os fãs que protegem Edge em qualquer situação.
Começava-se a se construir um poderoso stable: junto com Chavo Guerrero, melhor amigo de Edge e sobrinho de Eddie Guerrero, que morreu e deixou Vickie viúva; e Bam Neely, o guarda-costas de Chavo. Juntos, ainda não conquistaram nenhum título.